# Sail Away (Great White)
Sail Away è il settimo album in studio del gruppo musicale statunitense Great White, pubblicato nel maggio del 1994 dalla Zoo Entertainment.
Le sonorità dell'album si presentano molto più introspettive rispetto a quelle dei dischi precedenti, mettendo in evidenza soprattutto strumenti acustici. Alle registrazioni del disco prese parte come ospite speciale "Big Man" Clarence Clemons, celebre sassofonista della E Street Band di Bruce Springsteen.
In copertina viene raffigurato il celebre dipinto La zattera della Medusa di Théodore Géricault.
L'album è stato distribuito anche in edizione limitata con un CD bonus intitolato Anaheim Live.

## Tracce
1. A Short Overture – 0:38 (Mark Kendall, Michael Lardie, Alan Niven, Jack Russell, Tony Montana)
2. Mother's Eyes – 3:34 (Niven, Russell, Teddy Cook)
3. Cryin' – 4:40 (Kendall, Lardie, Niven, Russell)
4. Momma Don't Stop – 3:46 (Lardie, Niven, Cook)
5. Alone – 5:43 (Kendall, Lardie, Niven, Russell)
6. All Right – 4:33 (Lardie, Niven)
7. Sail Away – 4:47 (Kendall, Niven)
8. Gone with the Wind – 5:00 (Lardie, Niven)
9. Livin' in the U.S.A. – 5:34 (Lardie, Niven, Russell)
10. If I Ever Saw a Good Thing – 4:23 (Tony Joe White)

### CD bonus dell'edizione limitata
Anaheim Live 
1. Call It Rock 'n Roll (live) – 4:03
2. All Over Now (studio cut) – 4:58
3. Cold Hearted Lovin' (traccia bonus nell'edizione giapponese) – 4:31
4. Mista Bone (traccia bonus nell'edizione giapponese) – 8:34
5. Love Is a Lie (live) – 7:25
6. Old Rose Motel (studio cut) – 6:46
7. Babe I'm Gonna Leave You (cover dei Led Zeppelin) – 7:18
8. Rock Me (studio cut) – 7:41
9. Once Bitten, Twice Shy (live) – 5:52

## Formazione
Great White
- Jack Russell – voce
- Mark Kendall – chitarre, cori
- Michael Lardie – chitarre, banjo, sitar, tastiere, percussioni, produzione, arrangiamenti, ingegneria del suono
- Teddy Cook – basso, chitarre, cori
- Audie Desbrow – batteria

Altri musicisti
- Alan Niven – chitarre, cori, percussioni, produzione, arrangiamenti
- Clarence Clemons – sassofono nella traccia Gone with the Wind
- Suzie Katayama – violoncello

Produzione
- Biff Dawes, Doug Field, Jared Johnson, Philip Kneebone, Dennis Mays – ingegneria del suono
- George Marino – mastering